# Román González

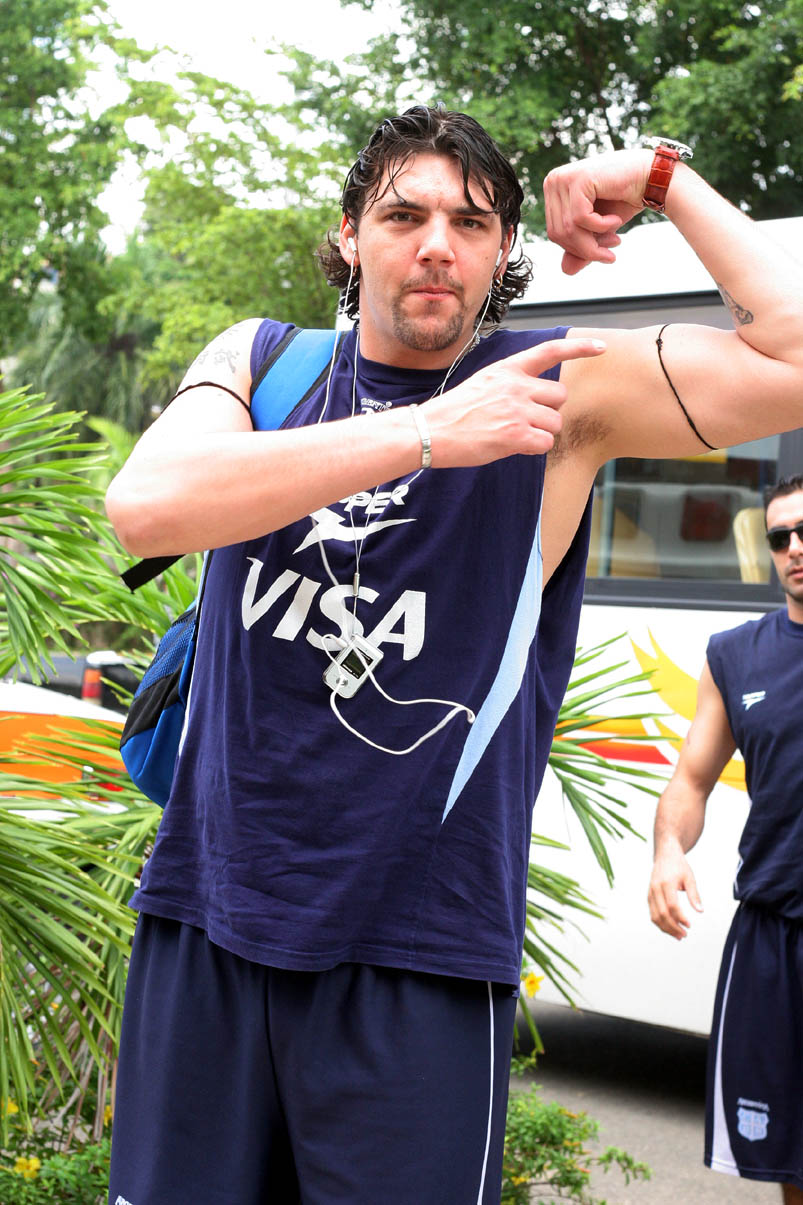
Imagem do basquetebolista argentino Román González.

Román Javier González (Lanús, 28 de Janeiro de 1978) é um basquetebolista profissional argentino. Atualmente no Peñarol Mar del Plata.